# Acalypha guineensis
Acalypha guineensis là một loài thực vật có hoa trong họ Đại kích. Loài này được J.K.Morton & G.A.Levin mô tả khoa học đầu tiên năm 2007.